# Stephania excentrica
Stephania excentrica är en tvåhjärtbladig växtart som beskrevs av Hsien Shui Lo. Stephania excentrica ingår i släktet Stephania och familjen Menispermaceae. Inga underarter finns listade i Catalogue of Life.